# Koji Maeda
Pour les articles homonymes, voir Maeda.
Koji Maeda (前田 浩二, Maeda Koji) est un footballeur japonais né le 3 février 1969.